# 마일

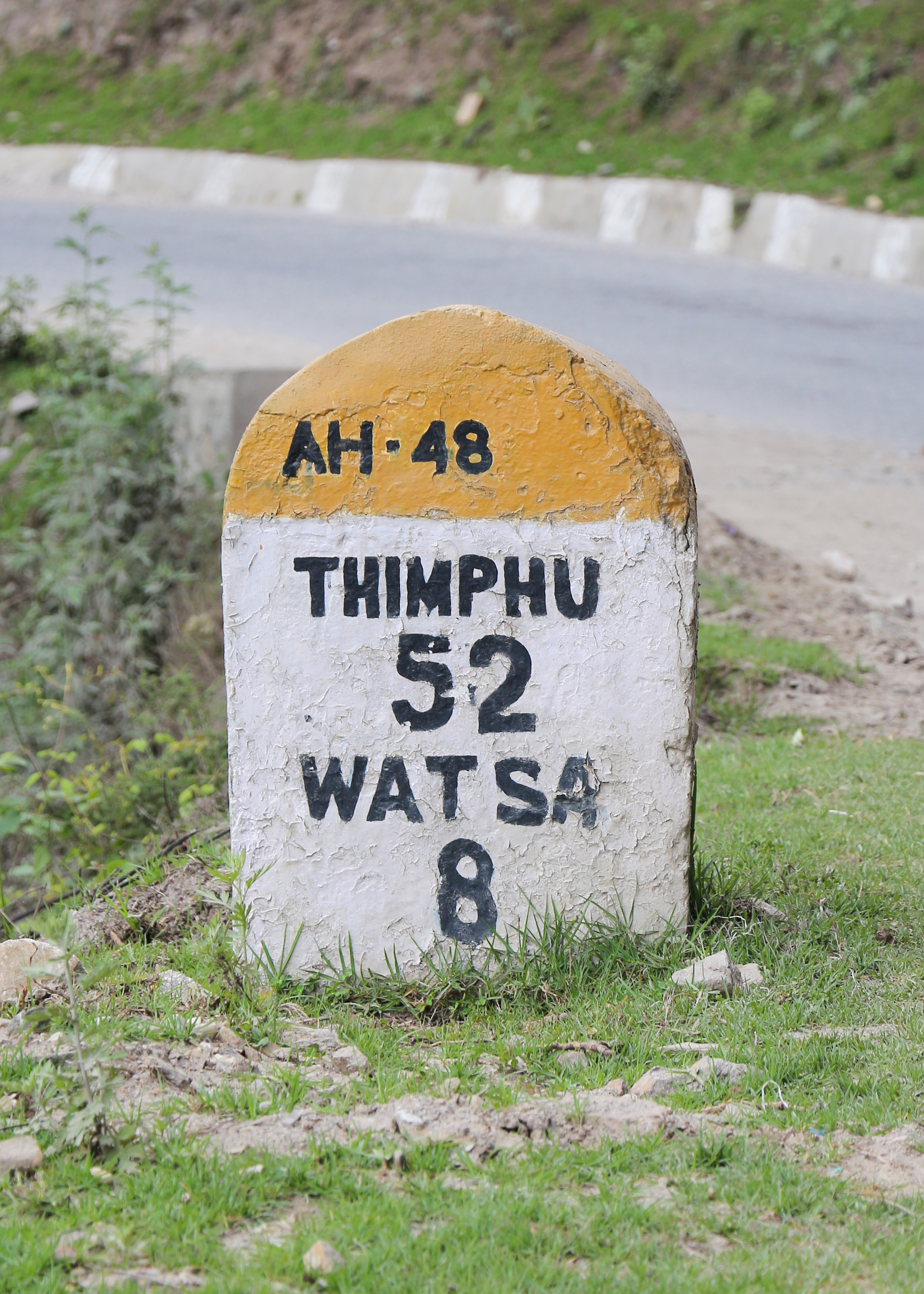

마일(mile)은 야드파운드법과 미국 단위계의 길이 단위이다. 1 마일은 1.609344 킬로미터이고 5,280 피트이다. 다만, 해리로 환산할 경우 0.868976 해리로 환산된다. 법정 마일은 1959년 국제 협정에 의해 영연방과 미국 사이에 표준화되었으며, 이때 SI 단위와 관련하여 공식적으로 1,609.344미터로 재정의되었다.
한정자를 사용하면 마일은 해상 마일(현재 정확히 1.852km), 이탈리아 마일(약 1.852km)과 같이 로마 마일(약 1.48km)에서 파생되거나 대략 동등한 단위를 설명하거나 변환하는 데에도 사용된다. ) 및 중국 마일(현재 정확히 500m)이다. 로마인들은 마일을 5,000페데("피트")로 나누었지만, 엘리자베스 시대 영국에서 펄롱의 중요성이 커짐에 따라 1593년에는 법정 마일이 8펄롱 또는 5,280피트와 동일해졌다. 대영제국 전역에 걸쳐 일부 후속 주에서는 마일을 계속 사용하고 있다. 미국 지질 조사국(US Geological Survey)은 현재 공식적인 목적으로 미터기를 사용하고 있지만 1927년 측지 데이텀의 레거시 데이터에 따르면 별도의 미국 측량 마일(6336/3937km)이 공식적으로 2022년에 단계적으로 폐지되었지만 일부 용도는 계속해서 확인된다. 대부분의 국가에서는 국제 단위계(SI)로 전환하면서 마일을 킬로미터로 대체했다. 라이베리아, 영국, 미국과 같은 일부 국가와 그보다 적은 국가에서는 국제 마일이 계속 사용된다. 인구는 백만 명이 넘으며, 이들 중 대부분은 영국이나 미국 영토이거나 영국이나 미국과 역사적으로 긴밀한 관계를 맺고 있다.

## 같이 보기
- 리
- 푸드 마일리지
- 1마일 달리기
- 스칸디나비아 마일